# Corinna kochi
Corinna kochi is een spinnensoort uit de familie van de loopspinnen (Corinnidae).
De wetenschappelijke naam van de soort werd in 1898 als Diestus kochi gepubliceerd door Eugène Simon.